# On Stage (Rainbow)
On Stage è il primo album live pubblicato dalla hard rock/heavy metal band Rainbow.
L'album fu registrato durante il Rising World Tour tra Germania e Giappone nel 1976. Nella scaletta è presente anche la cover dei Deep Purple Mistreated.

## Tracce
1. Kill the King – 5:32 – (Ritchie Blackmore, Ronnie James Dio, Cozy Powell)
2. Medley: Man on the Silver Mountain/Blues/Starstruck – 11:12 – (Ritchie Blackmore, Ronnie James Dio/ Ritchie Blackmore)
3. Catch the Rainbow – 15:35 – (Ritchie Blackmore, Ronnie James Dio)
4. Mistreated – 13:03 – (Ritchie Blackmore, David Coverdale)
5. Sixteenth Century Greensleeves – 7:36 – (Ritchie Blackmore, Ronnie James Dio)
6. Still I'm Sad – 11:01 – (Paul Samwell-Smith, Jim McCarty)

## 2012 Deluxe Edition

### Disco due
1. Kill the King
2. Mistreated
3. Sixteenth Century Greensleeves
4. Catch the Rainbow
5. Medley: Man on the Silver Mountain/Blues/Starstruck
6. Do You Close Your Eyes (Blackmore/Dio)

Le tracce del disco due sono indicate come registrate nel corso del concerto di Osaka del 9 dicembre 1976, ma trattasi in realtà del secondo concerto tenutosi a Tokyo il 16 dicembre. l'ordine dei brani del disco due è quello della scaletta live originale.

## Formazione
- Ritchie Blackmore - chitarra
- Ronnie James Dio - voce
- Jimmy Bain - basso
- Tony Carey - tastiere
- Cozy Powell - batteria